# Pkgtool
Pkgtool é o gerenciador de pacotes padrão da distribuição Gnu/Linux Slackware. Ele é usado na instalação da distribuição e também pelo usuário para a remoção, instalação e atualização de pacotes.
Foi desenvolvido por Patrick J. Volkerding.

## Como funciona
| Opções     | Descrição              | Exemplo         |
| ---------- | ---------------------- | --------------- |
| installpkg | Instala um novo pacote | installpkg gaim |
| removepkg  | Remove um pacote       | removepkg gaim  |
| upgradepkg | Atualiza o pacote      | upgradepkg gaim |